# Episodi di Avventure in paradiso (terza stagione)
La terza stagione della serie televisiva Avventure in paradiso (Adventures in Paradise) è andata in onda negli Stati Uniti dal 1º ottobre 1961 al 1º aprile 1962 sulla ABC.
| nº | Titolo originale             | Prima TV USA     | Titolo italiano | Prima TV Italia |
| -- | ---------------------------- | ---------------- | --------------- | --------------- |
| 1  | Appointment at Tara-Bi       | 1º ottobre 1961  |                 |                 |
| 2  | The Reluctant Hero           | 8 ottobre 1961   |                 |                 |
| 3  | Vendetta                     | 15 ottobre 1961  |                 |                 |
| 4  | Queens Back to Back          | 22 ottobre 1961  |                 |                 |
| 5  | The Closing Circle           | 29 ottobre 1961  |                 |                 |
| 6  | Show Me a Hero               | 5 novembre 1961  |                 |                 |
| 7  | The Pretender                | 12 novembre 1961 |                 |                 |
| 8  | The Fires of Kanau           | 19 novembre 1961 |                 |                 |
| 9  | The Assassins                | 26 novembre 1961 |                 |                 |
| 10 | One Way Ticket               | 3 dicembre 1961  |                 |                 |
| 11 | The Trial of Adam Troy       | 17 dicembre 1961 |                 |                 |
| 12 | The Inheritance              | 24 dicembre 1961 |                 |                 |
| 13 | Survival                     | 31 dicembre 1961 |                 |                 |
| 14 | Hurricane Audrey             | 7 gennaio 1962   |                 |                 |
| 15 | Once There Was a Princess    | 14 gennaio 1962  |                 |                 |
| 16 | The Velvet Trap              | 21 gennaio 1962  |                 |                 |
| 17 | Policeman's Holiday          | 28 gennaio 1962  |                 |                 |
| 18 | Please Believe Me            | 4 febbraio 1962  |                 |                 |
| 19 | The Quest of Ambrose Feather | 11 febbraio 1962 |                 |                 |
| 20 | Build My Gallows Low         | 18 febbraio 1962 |                 |                 |
| 21 | The Secret Place             | 25 febbraio 1962 |                 |                 |
| 22 | The Beach at Belle Anse      | 4 marzo 1962     |                 |                 |
| 23 | A Bride for the Captain      | 11 marzo 1962    |                 |                 |
| 24 | The Dream Merchant           | 18 marzo 1962    |                 |                 |
| 25 | The Baby Sitters             | 25 marzo 1962    |                 |                 |
| 26 | Blueprint for Paradise       | 1º aprile 1962   |                 |                 |

## Appointment at Tara-Bi
- Prima televisiva: 1º ottobre 1961
- Diretto da: Felix Feist
- Scritto da: A. Sanford Wolf, Irwin Winehouse

### Trama
- Guest star: Don Dubbins (Frank), Sean McClory (Shay), Susan Hampshire (Estelle), Ted de Corsia (Big Ed Brody)

## The Reluctant Hero
- Prima televisiva: 8 ottobre 1961
- Diretto da: Norman Foster
- Scritto da: Carey Wilber

### Trama
- Guest star: Dick York (Markham Jones), Susan Oliver (Prudence Brown), John Alderson (Sean Casey)

## Vendetta
- Prima televisiva: 15 ottobre 1961
- Diretto da: Justus Addiss
- Scritto da: Bob Mitchell

### Trama
- Guest star: Wesley Lau (Paul Moore), Carmen Mathews (Margarita), Diane Baker (Veronica Sanders), Rita Moreno (Inez Sanders), Kim Charney (Vincent)

## Queens Back to Back
- Prima televisiva: 22 ottobre 1961
- Diretto da: Justus Addiss
- Soggetto di: Austin Peterson

### Trama
- Guest star: James Hong (Lim Fong), Fritz Feld (Fontaine), Jo Morrow (Suzette)

## The Closing Circle
- Prima televisiva: 29 ottobre 1961
- Diretto da: Felix Feist
- Scritto da: Michael Pertwee

### Trama
- Guest star: Joanne Linville (Kay Wilson), Arch Johnson (Tom Wilson), Paul Mazursky (Vincent Michelet), Celia Lovsky (Mrs. Michelet)

## Show Me a Hero
- Prima televisiva: 5 novembre 1961
- Diretto da: Mitchell Leisen
- Scritto da: William Link, Richard Levinson

### Trama
- Guest star: Nina Shipman (Gail Shepherd), David Janssen (Scotty Bell), George Macready (Shepherd), Robert Foulk (Harris), Steve Baylor (Ross), Arthur Batanides (Brimmer)

## The Pretender
- Prima televisiva: 12 novembre 1961
- Diretto da: Robert Florey
- Scritto da: Louis Vittes

### Trama
- Guest star: Virginia Gregg (Kate Anthony), Anne Seymour (Mrs. Webster), Mark Roberts (Ralph Harris), Cecil Kellaway (Hector), Anne Helm (Susan Webster)

## The Fires of Kanau
- Prima televisiva: 19 novembre 1961
- Diretto da: Justus Addiss
- Scritto da: Edward J. Lakso

### Trama
- Guest star: Nancy Gates (Ellen Caine), Barry Morse (Jarvis), Henry Scott (Tanu)

## The Assassins
- Prima televisiva: 26 novembre 1961
- Diretto da: Robert Florey
- Scritto da: Fred Freiberger

### Trama
- Guest star: Paul Tripp (Derek Ransom), Joan Tompkins (Cora Summers), Henry Brandon (Totani), Peter Coe (Alex Chapman), Madlyn Rhue (Sherry Drake), Judson Pratt (Harry Summers), Jim Boles (Jim Leitch)

## One Way Ticket
- Prima televisiva: 3 dicembre 1961
- Diretto da: James B. Clark
- Scritto da: Sam Ross

### Trama
- Guest star: Liam Redmond (Larry Blaine), Lola Albright (Nita Graham), Salvador Baguez (Tatili), Fifi D'Orsay (Wanda), Buddy Ebsen (Ben Curtis), Andre Philippe (marinaio)

## The Trial of Adam Troy
- Prima televisiva: 17 dicembre 1961
- Diretto da: Justus Addiss
- Scritto da: Herman Epstein

### Trama
- Guest star: Don Kennedy (tenente Cunningham), Nancy McCarthy (Jay Lafayette), Forrest Lewis (Henry Willoughby), James Bonnet (Ted Costain), Margaret O'Brien (Phyllis Willoughby), Raymond Bailey (Morton Forsythe), Ben Cooper (Doug Forsythe)

## The Inheritance
- Prima televisiva: 24 dicembre 1961
- Diretto da: Ronald Weyman
- Scritto da: Sam Ross

### Trama
- Guest star: Barbara Eden (Ginny Grant), Scotty Morrow (Todd Grant), Charles Horvath (Raban), Edgar Barrier (Soovan), Paul Richards (Jerry Pine), Cathleen Nesbitt (Mrs. Carstairs)

## Survival
- Prima televisiva: 31 dicembre 1961
- Diretto da: David Orrick McDearmon
- Scritto da: Fred Freiberger

### Trama
- Guest star: Werner Klemperer (Kuberli), Eileen Ryan (Alice), Pippa Scott (Judith), Russell Johnson (Bowman), Gene Blakely (Grant), Charles Bronson (Morton)

## Hurricane Audrey
- Prima televisiva: 7 gennaio 1962
- Diretto da: James B. Clark
- Scritto da: Meyer Dolinsky

### Trama
- Guest star: Lawrence Dobkin (Nat Wilson), Janice Rule (Audrey Lee), Paul Micale (reporter), Leon Lontoc (Native), Richard Adams (reporter)

## Once There Was a Princess
- Prima televisiva: 14 gennaio 1962
- Diretto da: James B. Clark
- Scritto da: George McGreevey

### Trama
- Guest star: Sheila Bromley (Sylvia Simmons), Paul Hartman (Herbert Simmons), Booth Colman (Chitral), Iphigenie Castiglioni (Tama), Ina Balin (principessa Sakindra), Jon Silo (Claude Baronne)

## The Velvet Trap
- Prima televisiva: 21 gennaio 1962
- Diretto da: Mitchell Leisen

### Trama
- Guest star: Eloise Hardt (Lisa Waverly), Tuesday Weld (Gloria Dannora), Bert Freed (Michael Dannora), Johnny Seven (Joe Perlotte)

## Policeman's Holiday
- Prima televisiva: 28 gennaio 1962
- Diretto da: Robert Florey
- Scritto da: Carey Wilber

### Trama
- Guest star: Marcel Hillaire (Bouchard), Virginia Field (Cecile), Annie Farge (Suzanne)

## Please Believe Me
- Prima televisiva: 4 febbraio 1962
- Diretto da: Don Medford
- Scritto da: Gene Wang

### Trama
- Guest star: Jacqueline Scott (Adrienne Crandall), Jason Evers (Rick Leyton), Dayton Lummis (Charles Fouchet), Sarah Marshall (Iris Bellamy), Kent Smith (Crandall), Ronald Long (George Bellamy)

## The Quest of Ambrose Feather
- Prima televisiva: 11 febbraio 1962
- Diretto da: Sutton Roley
- Scritto da: Gene Levitt

### Trama
- Guest star: Pippa Scott (Mariah Feather), Reginald Owen (Ambrose Feather), Christopher Dark (John Merrick), Jesse White (Frank Crayle)

## Build My Gallows Low
- Prima televisiva: 18 febbraio 1962
- Diretto da: Sutton Roley
- Scritto da: Gene Levitt

### Trama
- Guest star: Freeman Lusk (George Hamilton), James Hong (Kim Fong), Philip Ahn (Chee), Berry Kroeger (ispettore Riebold), Peggy Ann Garner (Lorrie Hamilton), Steven Geray (Paul Barolle)

## The Secret Place
- Prima televisiva: 25 febbraio 1962
- Diretto da: James B. Clark
- Scritto da: William Froug, Peter Barry

### Trama
- Guest star: Robert Cornthwaite (zio Alfred), Dan O'Herlihy (colonnello Tomlinson), Katherine Henryk (Ricky), Andrea Darvi (Kara), Donald Losby (Robert Whittlesey), Larry Domasin (Timi)

## The Beach at Belle Anse
- Prima televisiva: 4 marzo 1962
- Diretto da: Charles Haas

### Trama
- Guest star: Victor Millan (Oro), Simon Oakland (McGraw), Greta Chi (Tara), Julia Montoya (Runa), Phyllis Avery (Paula)

## A Bride for the Captain
- Prima televisiva: 11 marzo 1962
- Diretto da: Jacques Tourneur
- Scritto da: Jean Holloway

### Trama
- Guest star: Maggie Pierce (Claudine), Arthur Malet (O'Toole), Ray Walston (Frank Hoag), J. Pat O'Malley (McPheeney), David Brandon (Bevins)

## The Dream Merchant
- Prima televisiva: 18 marzo 1962
- Diretto da: Sutton Roley
- Scritto da: Gene Levitt

### Trama
- Guest star: Patricia Breslin (Lorraine Mayberry), Larry Blyden (Charlie Vale), Arthur Peterson (Mayberry), Constance Ford (Reba), Don Ross (Joe)

## The Baby Sitters
- Prima televisiva: 25 marzo 1962
- Diretto da: Richard L. Bare
- Scritto da: Jean Holloway

### Trama
- Guest star: Lee Patrick (Millicent), Art Baker (Brownley), Lilyan Chauvin (Fordita), Rusty Lane (Brady), Erika Peters (Josette), Ben Wright (dottor Jameson)

## Blueprint for Paradise
- Prima televisiva: 1º aprile 1962
- Diretto da: Francis D. Lyon
- Scritto da: A. Sanford Wolf, Irwin Winehouse

### Trama
- Guest star: Bernie Gozier (Tapal), Raoul De Leon (Haramu), John Fiedler (professore Henry Hoag), Pilar Seurat (Queen Victoria)